# Suore della Sacra Famiglia di Urgell
Le Suore della Sacra Famiglia di Urgell (in spagnolo Hermanas de la Sagrada Familia de Urgell) sono un istituto religioso femminile di diritto pontificio: le suore di questa congregazione pospongono al loro nome la sigla S.F.U.

## Storia

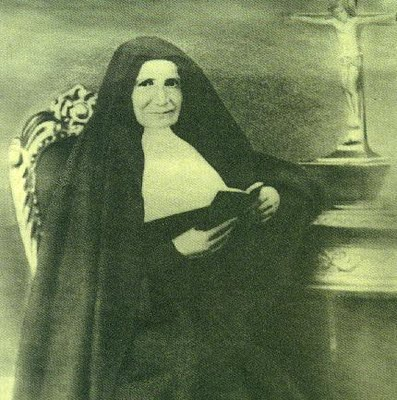
Ana María Janer, fondatrice della congregazione

Le origini della congregazione risalgono al 1858, quando Josep Caixal i Estradé, vescovo di Urgel, chiamò Ana María Janer Anglarill (1800-1885), delle suore della Carità di Cervera, a lavorare nell'ospedale di Seo de Urgel.
La Janer Anglarill giunse a Seo de Urgel nel 1859 e creò una comunità di religiose con la regola delle suore di Cervera, di ispirazione vincenziana. La comunità di Cervera si unì a quella di Urgel e riconobbe come superiora la Janer Anglarill: la congregazione si sviluppò rapidamente e sorsero numerose filiali; nel 1874 presero il titolo di suore della Sacra Famiglia.
Presto la congregazione si sviluppò anche all'estero: nel 1911 sorsero filiali in Argentina e nel 1932 in Belgio. La guerra civile spagnola causò gravi difficoltà alle suore in patria, che videro le loro comunità disperse.
La congregazione ottenne il pontificio decreto di lode il 3 luglio 1899 e l'approvazione definitiva della Santa Sede il 10 aprile 1906; le sue costituzioni vennero approvate definitivamente il 2 febbraio 1908.

## Attività e diffusione
Le suore della Sacra Famiglia si dedicano all'istruzione e all'educazione cristiana della gioventù e all'assistenza agli anziani e agli ammalati.
Le suore sono presenti in Europa (Andorra, Italia, Spagna), nelle Americhe (Argentina, Cile, Colombia, Messico, Paraguay, Perù, Uruguay) e in Guinea Equatoriale; la sede generalizia è a Rubí.
Alla fine del 2008 la congregazione contava 311 religiose in 52 case.